# Vitorino das Donas
Vitorino das Donas ist eine Gemeinde (Freguesia) im nordportugiesischen Kreis Ponte de Lima der Unterregion Minho-Lima. In ihr leben 979 Einwohner (Stand 19. April 2021).